# عراق خنزير في يد مجذوم
في رحلةٍ مُغرقة الواقعية؛ تكشف هذه الرواية أعماقًا جديدة من المجتمع الإيراني الحديث، وتُعرِّي جوانِب مأزومة من النفس الإنسانية التي اغتربَت عن حقيقتها. ومن خلال الأسئلة الكبرى، الحياة والموت، والجبر والاختيار، والخير والشر؛ تصحبنا في رحلةٍ صوفيّةٍ إلى داخل نفوسنا، رحلة للبحث عن معنى الحياة. وكعادة مستور؛ فهو لا يطرح إجابات خطابية مُباشِرة، ولا يبتذِل الكبَد الإنساني بصيغٍ أيديولوجية مُسبقة؛ ولكنه يفتح الباب للتأمُّل في صيرورة هذا الوجود شديد التعقيد. ففي هذا الوجود الاجتماعي المتشظي، والحافل بالطرق المتوازية؛ قد تتقاطَع مسارات البشر أحيانًا، ويختلِط الإثم بالبراءة؛ لكن ثمة معنى كامن في ذلك كله، ثمة شيء يبقى. هذه مقطوعة شعريّة في الاحتفاء بالحياة... وذم مُبطن لأهلها!

## ملخص للرواية
"والله لدنياكم هذه أهون في عيني من عراق خنزير في يد مجذوم"، بتلك الحكمة البليغة وصف الإمام علي بن أبي طالب- عليه السلام - الدنيا، ومنها أستلهم مستور عنوان روايته تلك.
صدرت الترجمة العربية لرواية عراق خنزير في يد مجذوم عن دار تنوير للنشر والإعلام عام 2017م. رواية عن واقع الإنسان الإيراني المعاصر، فيها نقل مستور ببراعة شديدة صورة واقعية عن المجتمع الإيراني الحديث وما يعانيه أفراده من غياب المعنى والإنغماس في الحياة المادية. ففي بناية واحدة تعيش مجموعة من الأفراد من عائلات مختلفة وثقافات وتقاليد متباينة؛ كل منها له حكايته الخاصة وهمومه المختلفة، لا يعرف أي فرد منهم شئ عن الآخر؛ تجسيدا للعزلة الاجتماعية التي يعانيها الإنسان المعاصر، ورغم اختلاف الحكايات والشخصيات وما يعانيه كل منهم من صراعات داخلية أو حتى خارجية إلا أن ما يجمعهم جميعا هو غياب المعنى والهدف من الحياة والتخبط في الحركة والسعي. لا تملك وأنت تقرأ حكايتهم إلا الإشفاق عليهم جميعا وعلى ما آل إليه وضع هؤلاء.
نجح مستور في الغوص إلى إعماقهم؛ والحكاية عما يدور في نفوسهم، حتى أنك تستطيع أثناء القراءة رؤيتهم أمامك وسماع أصواتهم والشعور بما في نفوسهم.
ومن بين تلك الحكايات؛ حكاية الشاب دانيال الذي يعيش مع والدته العجوز في إحدى شقق تلك البناية، والذي يعاني من خلل ما في الدماغ، ولا يتوقف عن طرح الأسئلة الفلسفية المعقدة؛ التي لا يجد لها أجوبة. والدكتور مفيد –أستاذ الفلك- وزوجته أفسانة- الطبيبة- وما يعانيه الزوجان من حزن وقلق على حياة أبنهم المصاب بسرطان الدم وقد تأخرت حالته كثيرا، ولكن تحاول الأم في مشهد مؤثر بث الطمأنينة في نفسها وفي نفس زوجها بإمكانية شفاء الأبن، فقد روت لها ممرضة في المستشفى التي تعمل بها حكاية شفائها بمعجزة من مرضها المزمن. ولكن لا تؤمن أفسانة بالمعجزات؛ هو فقط كحال تعلق الغريق بقشة!
والصحفي محسن سيهر المدافع عن حقوق المرأة، ولكنه يحرم طليقته سيمين من رؤية أبنتها، ويحتفظ لنفسه بحق الحضانة! وما تعانيه تلك الصغيرة دٌرنا من غياب أمها.
وغيرها الكثير من الحكايات الواقعية التي تجسد حال مجتمع غاب عنه المعنى والهدف من الحياة فبات يتخبط في سيره نحو اللاشئ!

## المؤلف
روائي ومترجم إيراني ولد في مدينة الأهواز. نشرت روايته الأولى: «وجه الله» بالفارسية عام 2001م؛ فحققت نجاحًا ساحقًا واختيرت كأفضل رواية في إيران، ونالت جائزة القلم الذهبي، وطُبعت خمسين طبعة خلال عشر سنوات. ثم نشر مجموعتين قصصيتين ناجحتين قبل أن ينشُر روايته الثانية عام 2005م، والتي لاقت إقبالًا واسعًا، وقد صدرت عن تنوير للنشر والإعلام بعنوان: «عراق خنزير في يد مجذوم». وفي عام 2006م نفدت مجموعته القصصيّة الجديدة فور طباعتها بسبب الإقبال منقطع النظير. وحين نُشرت روايته الثالثة عام 2009م؛ كانت أكثر الكُتب مبيعًا في معرض طهران الدولي للكتاب. ثمّ طُبعت مجموعته القصصيّة الأخيرة، عام 2010م؛ ست طبعات خلال ستّة أشهُر. ليُسطّر مستور اسمه كواحد من أهمّ عشرة روائيين وأكثرهم شعبيّة خلال ثمانين عامًا هي عُمر الأدب الروائي الإيراني الحديث.

## قالوا عن الرواية
«تختلف هذه الرواية عن رواية مستور الأولى وجه الله، بل ربما تنتمي لعالم آخر لا يتقاطع مع العالم الأول إلا في القليل...
في هذه الرواية لن تواجه بأسئلة مباشرة، ولن تكتنفك الجرعة الروحانية الجياشة التي فاضت بها روايته الأولى، فهذه رواية اجتماعيَّة بالأساس، وإن كانت تعالج عين الأزمة التي عالجها مستور على المستوى الفردي في روايته الأولى، لكنها تعالجها هنا على المستوى الاجتماعي وفي مرحلة من مراحلها المتقدِّمة (أو المتأزمة): ما الذي يحدُث إن صار أكثر المجتمع حيارى يحيون بلا غاية، بل وليسوا مهتمين بالبحث عن غاية أو التساؤل عن معضلات الوجود الكبرى التي تُشكل مصائرهم؟
ورغم خفوت الجرعة الروحانية، إلا أنك ستجد في الرواية عذوبة شديدة: عذوبة الألم... آلام المجتمع الذي يُعاني لافتقاده الغائية، ويعاني أكثر لأنه غير قادر على التوقف للتساؤل... لكن لماذا يتألم هذا المجتمع ألمًا شنيعًا رغم أنه يتهرَّب من الأسئلة التي ستُعقد وجوده وتُدخله في دوامات المعضلات الوجودية الكبرى؟ لماذا يتألم ألمًا يفوق غيره من المجتمعات التي تعاني عين الأزمة؟ بل ويحتقر ذاته التي انحدرت به إلى هذا الدرك من اللامبالاة؟
أليس التجاهُل والتعامي والتسطيح مُريحين في الغالب؟
هل يُمكن أن تصير اللامبالاة مؤلمة إلى هذا الحد؟
هل يُمكن أن يصير التفلُّت من الحدود الإنسانية/الإلهية مؤذيًا لدرجة تحطيم النفوس؟
لماذا افتُقِدَت في شخوص الرواية (والمجتمع الذي تعكسه) راحة الجهل وبرودة اللامبالاة، وصار الجهل واللامبالاة مرادفين لنوع دفينٍ من الألم الذي ينهش هذه الأرواح البائسة؟
هذه الرواية لن تمنحك هي الأخرى إجابات عن المجتمع الإيراني، بقدر ما ستدفعك للتساؤل عن أسباب ما يعيشه، إنها رواية أسئلة هي الأخرى، لكنها أسئلة من نوع مختلف...
فإذا كانت أسئلة الرواية الأولى (وجه الله) تدفع القاريء للبحث عن الإله في أرواح أبطالها الأفراد، فإن هذه الرواية تدفعك دفعًا للبحث عن ظلال الإله في صلاتهم وشبكات علاقاتهم... ربما لهذا كانت الجرعة الروحية فيها أقل بكثير، فليس القبس الإلهي أشد تجليًا منه في أرواح أصفياء البشر، أما الروابط الاجتماعية التي يختلِط فيها الحابل بالنابل، فإنها أشبه ما تكون بعراق خنزير في يد مجذوم.»
«الرواية على صغر حجمها مشهد درامي شديد التعقيد والتشابك بين شخصيات الرواية وعلاقاتهم المتقاربة المتباعدة فهم يسكنون في نفس الحيز ولكن يجهل كل واحد منهم الآخر.
الرواية وصف لحالة مجتمعية واقعية وإن كانت متطرفة... ليس هناك بطل في تلك الراوية ولا وجود للأخيار..ولا للأشرار.. كل الشخصيات حالة إنسانية هشة خاوية من المعنى.. حتى الشخصيات التي تحاول أن تكون مثالية أو تصطنع الخيرية في النهاية هي شخصيات خاوية من روح..
في النهاية الرواية تعبر بشدة عن عنوانها الذي اقتبسه الكاتب من مقولة الإمام علي (والله لدنياكم هذه أهون في عيني من عراق خنزير في يد مجذوم).»
«مصطفى مستور كاتب عظيم جداً، في هذه الرواية يصور المجتمع الإيراني من الداخل، لا أسئلة وجودية عميقة كما في روايته (وجه الله)، بل المجتمع من الداخل...
و ما يميز مصطفى مستور هو قدرته على انتزاعك من عالمك الخاص لصالح عالم روايته... وقدرته على تصوير مكابدات النفس البشرية وما يعتمل في داخلها دون أن يغفل الخلفية التي تجري فيها أحداث روايته... وهنا تبدو حرفيته ككاتب.»